# Bukit Drien
Bukit Drien is een bestuurslaag in het regentschap Oost-Atjeh van de provincie Atjeh, Indonesië. Bukit Drien telt 1165 inwoners (volkstelling 2010).